# Beelden in het Parque Juan Carlos I

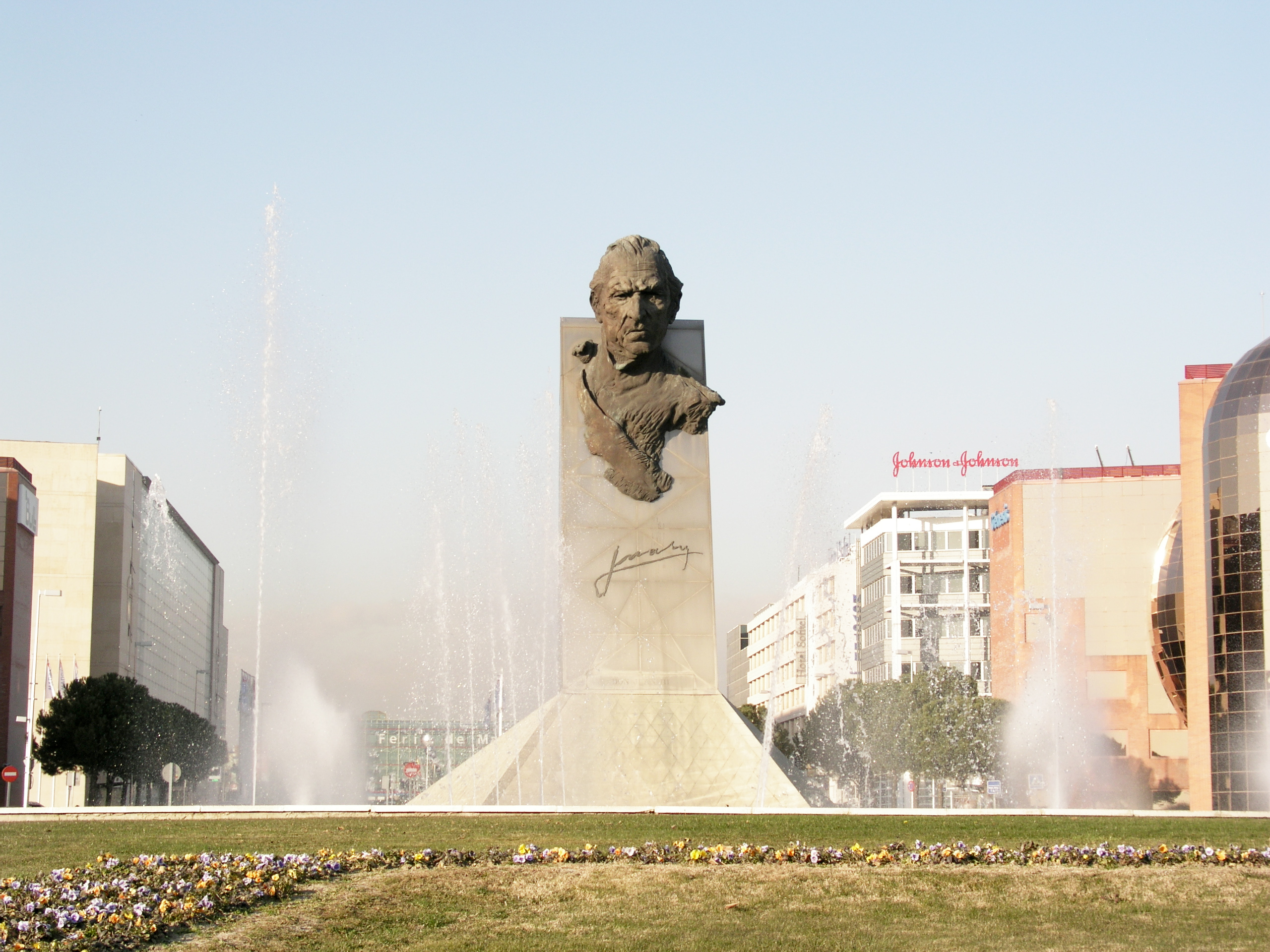
Monumento a Don Juan, Víctor Ochoa

Beelden in het Parque Juan Carlos I is een beeldenpark, dat deel uitmaakt van het veel grotere Parque Juan Carlos I (220 hectare), dat is gelegen in het district Barajas in de Spaanse hoofdstad Madrid.

## Geschiedenis
Het beeldenpark is in 1992 gesticht ter gelegenheid van de culturele manifestatie Madrid 1992. Het park telt 19 monumentale beelden/installaties van Spaanse en internationale kunstenaars.

## Collectie
1. Leopold Maler (Argentinië): Los Cantos de la Encrucijada
2. Mario Irarrázabal (Chili): Dedos
3. Víctor Ochoa (Spanje): Monumento a Don Juan
4. Andrés Casillas en Margarita Cornejo (Mexico): Espacio México
5. Carlos Cruz-Diez (Venezuela): Fisicromía para Madrid
6. Amadeo Gabino (Spanje): Homenaje a Galileo Galilei[1]
7. Miguel Ortiz Berrocal (Spanje): Manolona Opus 397
8. Alexandru C. Arghira (Roemenië): Pasaje Azul
9. Bukichi Inoue (Japan): My Sky Hole/Madrid
10. José Miguel Utande (Spanje): Sin Título
11. Jorge Dubon (Mexico): Viga
12. Jorge Castillo (Spanje): Paseo entre dos árboles
13. Toshimitsu Imai (Japan): Homenaje a Agustín Rodríguez Sahagún
14. Dani Karavan (Israël): Sin Título
15. Mustafa Arruf (Spanje): Encuentros
16. Paul van Hoeydonck (België): Eolos
17. Michael Warren (Ierland): Viaje Interior
18. Yolanda d'Augsburg (Brazilië): Monumento a la Paz
19. Samuel Nahon Bengio: Homenaje a las Victimas del Holocausto (2007)

## Fotogalerij

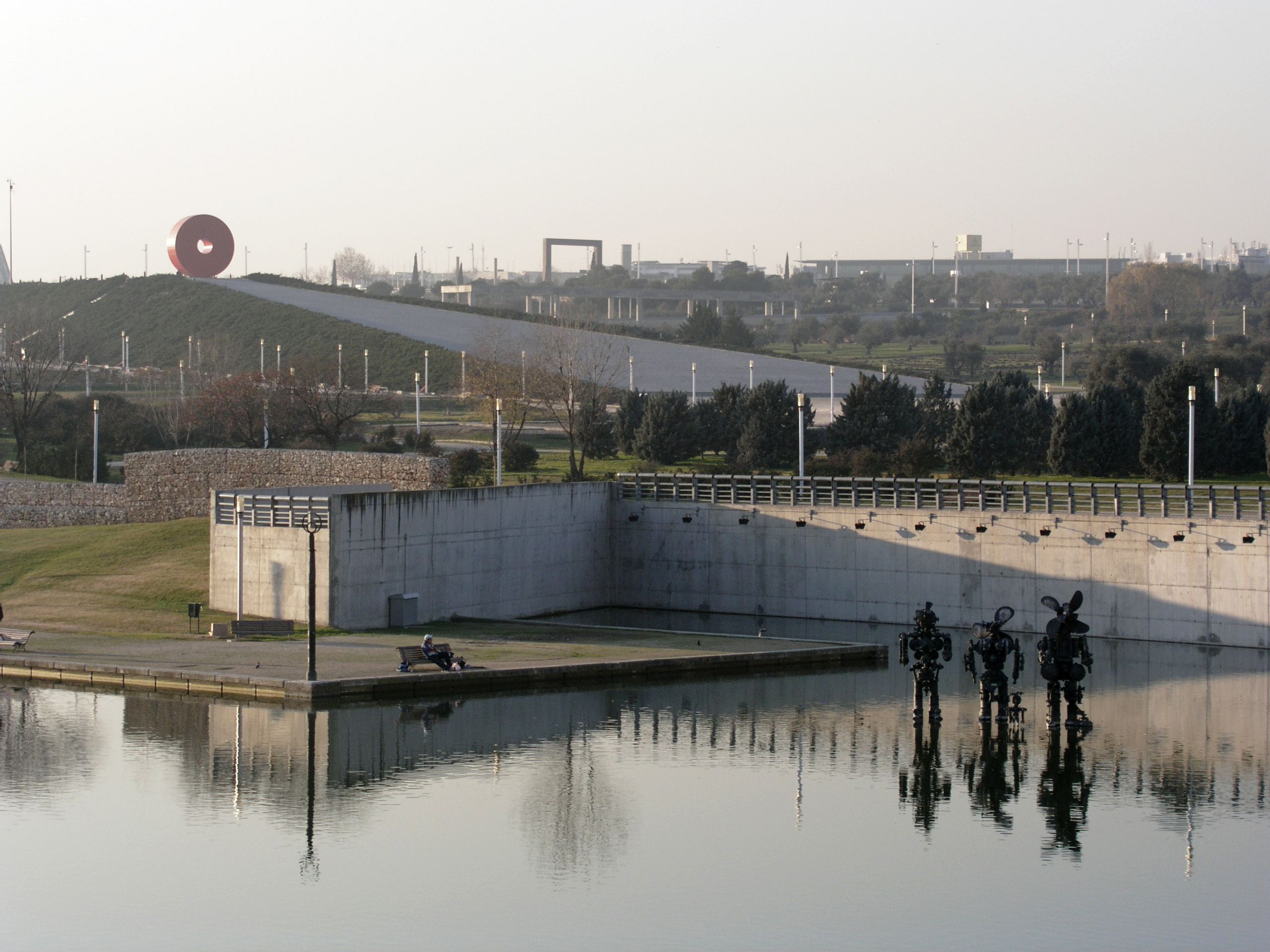
Eolos, Paul van Hoeydonck
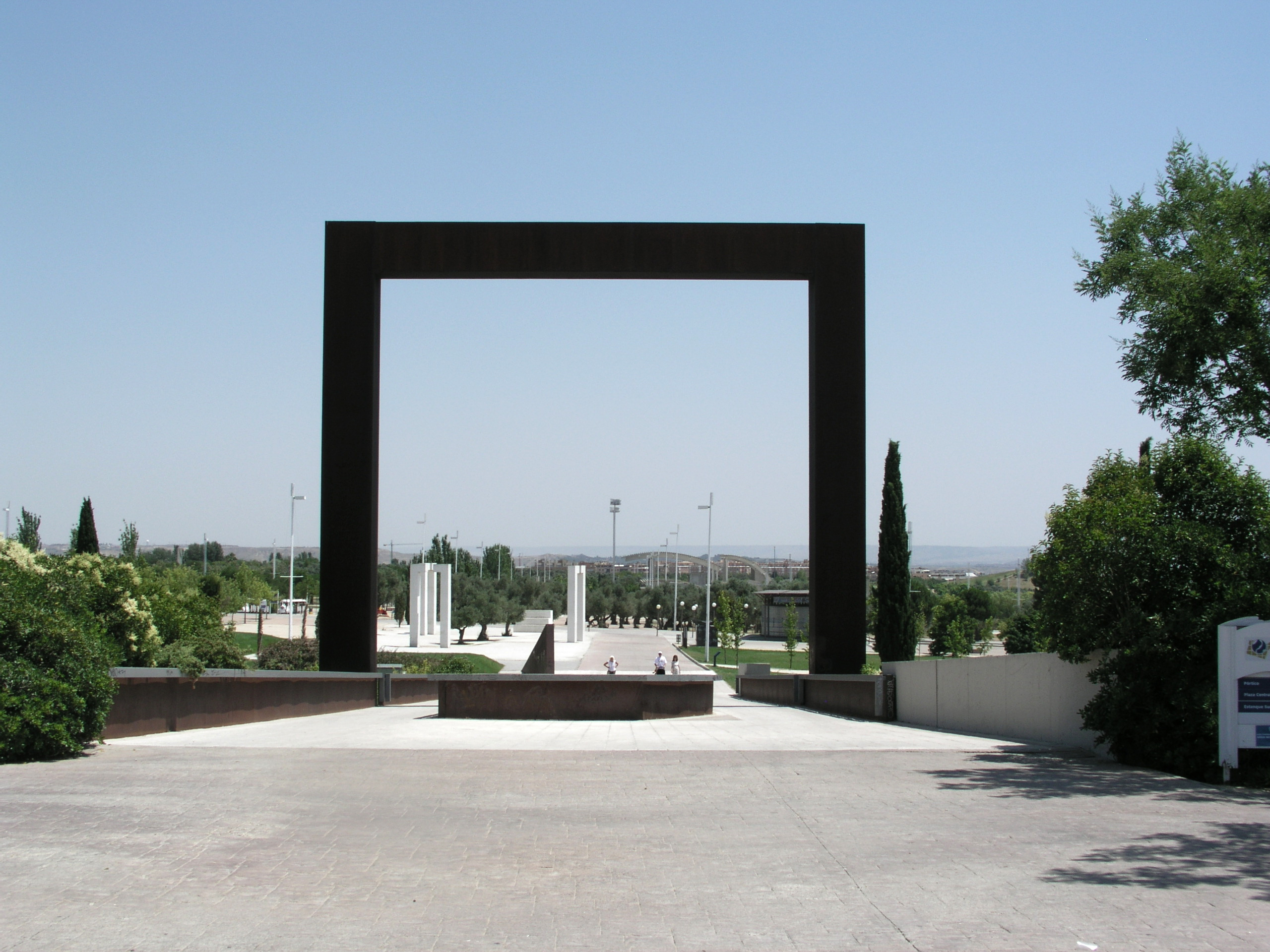
San Título, Dani Karavan
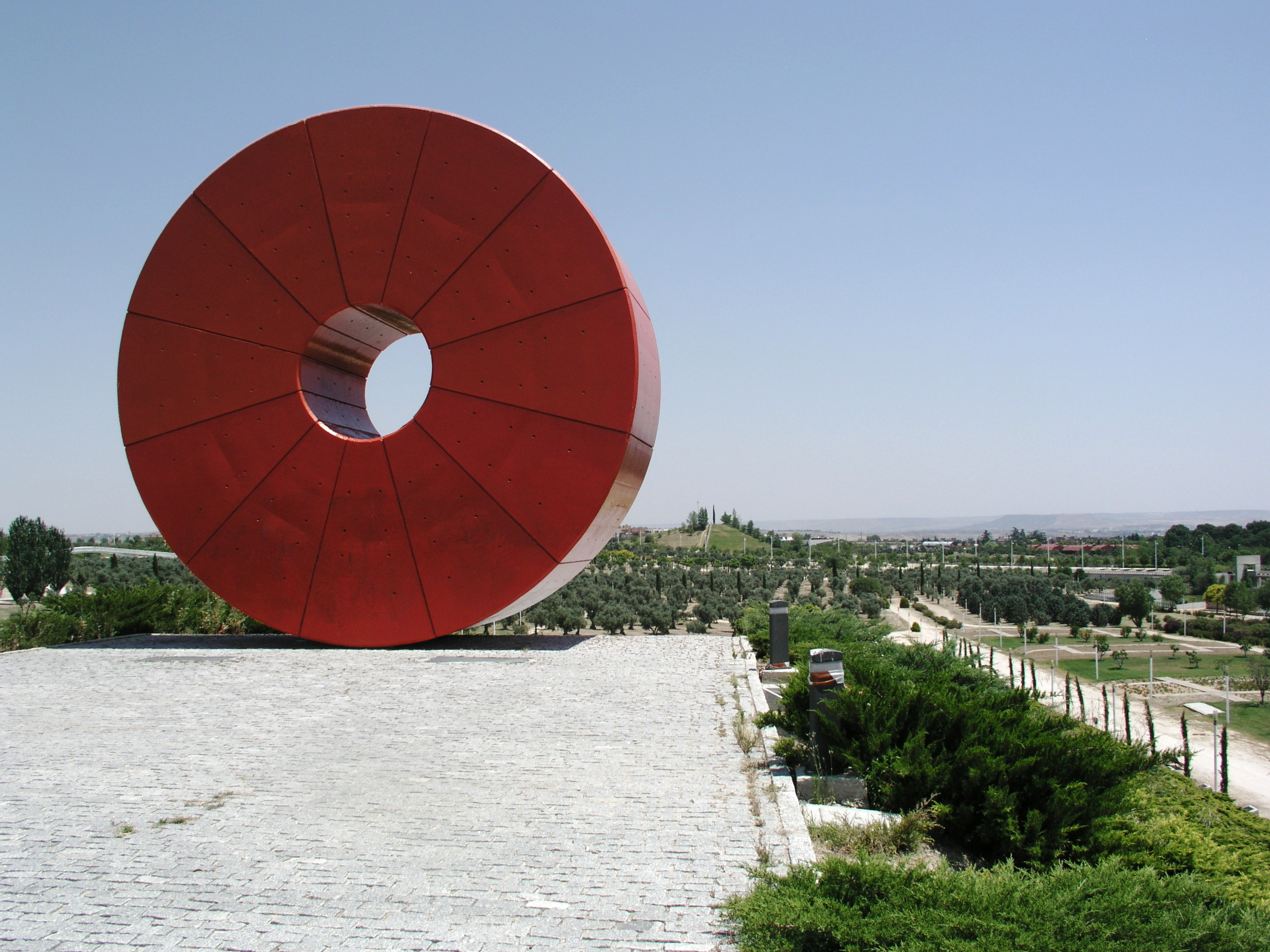
Espacio México
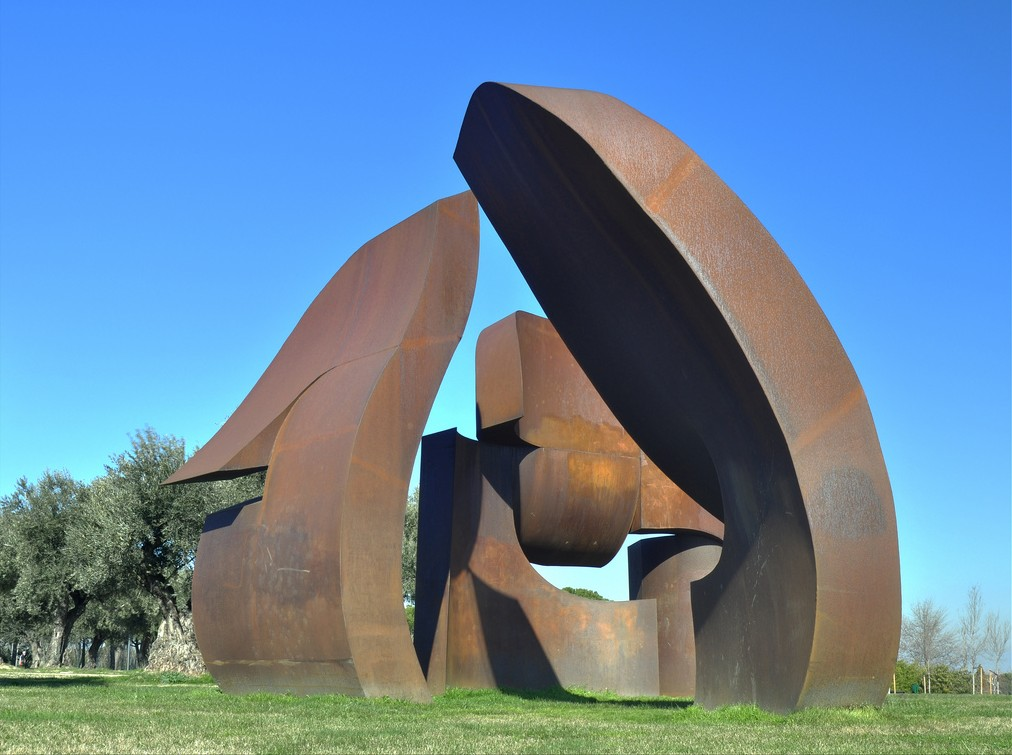
Homenage a Galileo Galilei
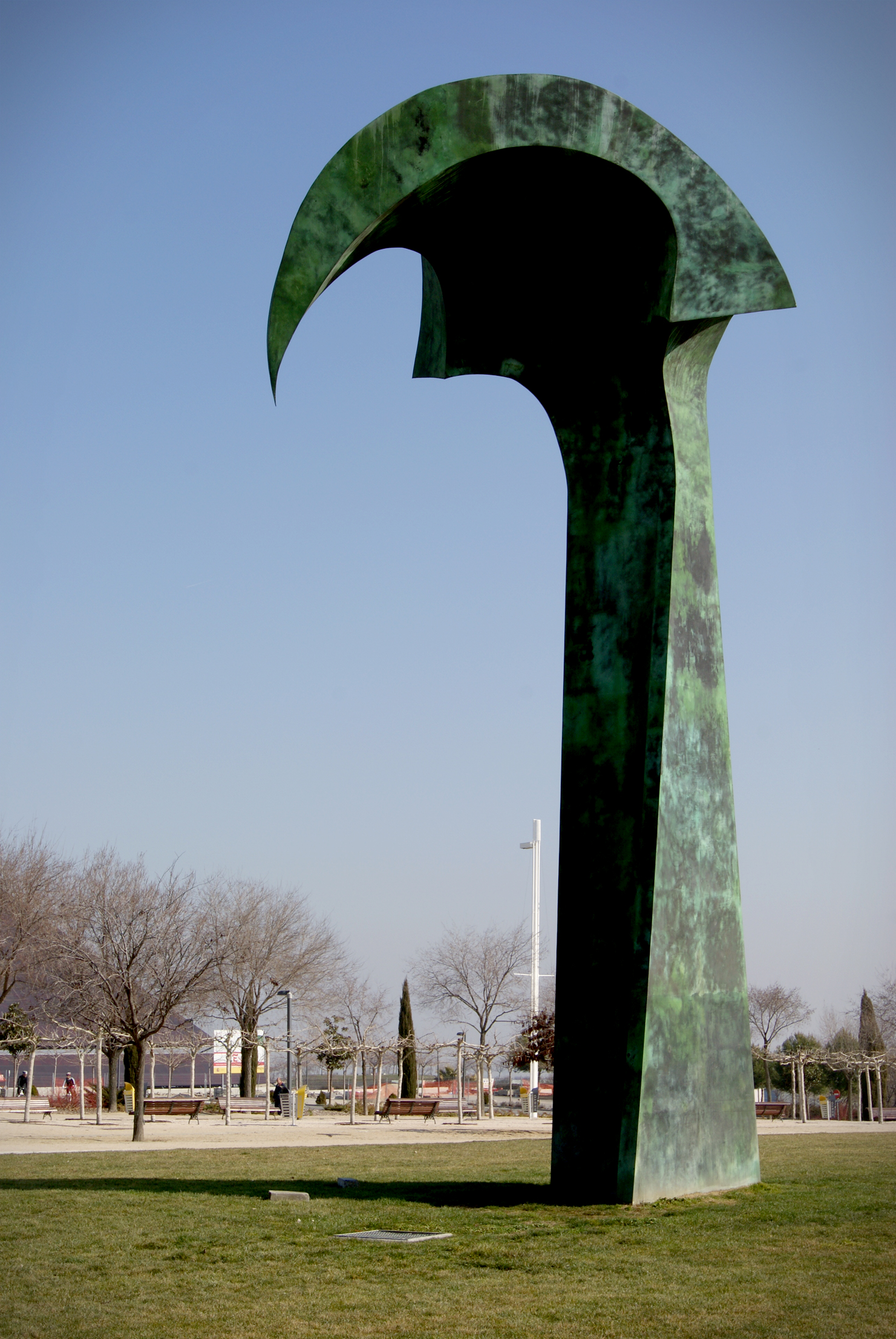
Encuentros, Mustafa Arruf